# Этот проклятый бронепоезд
«Этот проклятый бронепоезд» (итал. Quel maledetto treno blindato) — итальянский художественный фильм, поставленный режиссёром Энцо Дж. Кастеллари в 1977 году и вышедший на экраны в 1978 году. В американском прокате фильм шёл под названием «Бесславные ублюдки» (англ. The Inglorious Bastards).
Фильм Кастеллари объединяет с одноимённым фильмом Квентина Тарантино 2009 года время действия (Вторая мировая война), элементы сюжетной линии (группа американцев под видом нацистов проникает на немецкий охраняемый объект) и название (правда, Тарантино заимствует его с грамматическими ошибками).

## Сюжет
Франция, 1944 год. Идёт Вторая мировая война. Группу осуждённых американских военнослужащих везут с американской базы в лагерь, но конвой попадает под обстрел немецкого самолёта. Тюремщики не желают, чтобы заключённые покинули грузовик, и оставляют их под обстрелом. В результате, взбунтовавшись против своих конвоиров, пятеро выживших заключенных решают пробираться к швейцарской границе через линию фронта. Компания подобралась более чем разношёрстная: это лейтенант и лётчик-ас ВВС США Роберт Егер, осуждённый за систематические неподчинения приказам, убийцы Тони и чернокожий рядовой Фред Кэнфильд, вор и мародёр Ник, дезертир Берл.
По дороге герои отстреливаются от немцев, помогают союзным войскам. Случайно они сталкиваются со специальным отрядом британской разведки, отобранным для секретного задания и заброшенным глубоко в тыл врага. Обе стороны переодеты в немецкую форму, поэтому только после перестрелки Егер понимает, что они перестреляли союзников.
Как выяснилось позже, спецотряд двигался на точку встречи с французскими партизанами, которые принимают отряд Егера за других. Прибывший из Лондона полковник Бакнер раскрывает обман, но лейтенант Егер убеждает его, что его ребята гораздо лучше подходят для выполнения задания, заключенного в краже системы наведения ракеты Фау-2 из секретной немецкой лаборатории в вагоне охраняемого спецпоезда.

## В ролях
| Актёр             | Роль                   |
| ----------------- | ---------------------- |
| Бо Свенсон        | лейтенант Роберт Егер  |
| Питер Хутен       | Тони                   |
| Фред Уильямсон    | рядовой Фред Кэнфилд   |
| Мишель Перголани  | Ник Коласанти          |
| Джеки Бейсхарт    | Берл Хейнс             |
| Иэн Баннен        | полковник Томас Бакнер |
| Мишель Константен | французский повстанец  |
| Массимо Ванни     | французский повстанец  |

## Производство
Бюджет фильма был скромен: во многих батальных сценах фильма задействованы одни и те же актёры массовки; при монтаже фильма использовались одни и те же сцены, снятые с разных ракурсов и углов обзора; в фильме преобладают сцены убийств холодным оружием, нежели сцены стрельбы, так как холостые патроны стоили денег.

## Премьеры
| Дата                 | Страна     | Название                                                                         |
| -------------------- | ---------- | -------------------------------------------------------------------------------- |
| 8 февраля 1978 года  | Италия     | Bastardi senza gloria                                                            |
| 3 августа 1978 года  | Нидерланды | Commando bastards                                                                |
| 18 августа 1978 года | Финляндия  | Kelvottomat • Med pansartåg till helvetet • Panssarijunalla helvettiin           |
| Сентябрь 1978 года   | Филиппины  | The Dirty Bastard                                                                |
| 17 ноября 1978 года  | ФРГ        | Ein Haufen verwegener Hunde                                                      |
| 28 февраля 1979 года | Франция    | Une poignée de salopards                                                         |
| Декабрь 1981 года    | США        | Counterfeit Commandos • Deadly Mission • Hell’s Heroes • The Inglorious Bastards |